# That Sounds Good to Me
"That Sounds Good To Me" er en sang skrevet & komponeret af Pete Waterman, Mike Stock og Steve Crosby, Den kom på sidste pladsen da den repræsenterede Storbritannien ved Eurovision Song Contest 2010 som blev afholdt i Oslo, Norge. Sangen og performer blev afsløret som Josh Dubovie den 12. marts 2010, som vandt Eurovision: Your Country Needs You.